# Gecana
Gecana là một chi bướm ngày thuộc họ Bướm nâu.